# George Williams Cassidy
George Williams Cassidy (* 25. April 1836 in Paris, Kentucky; † 24. Juni 1892 in Reno, Nevada) war ein US-amerikanischer Politiker. Zwischen 1881 und 1885 vertrat er den Bundesstaat Nevada im US-Repräsentantenhaus.

## Frühe Jahre und politischer Aufstieg
George Cassidy besuchte sowohl öffentliche als auch private Schulen. Danach studierte er zwar Jura, ohne aber jemals als Jurist zu arbeiten. Im Jahr 1870 zog er nach Eureka, wo er sich im Zeitungsgeschäft engagierte. Cassidy war Mitglied der Demokratischen Partei. Zwischen 1872 und 1879 gehörte er dem Senat von Nevada an; im Jahr 1879 war er dessen Vorsitzender.

## Cassidy im Kongress
Bei den Kongresswahlen des Jahres 1880 konnte er sich gegen den Amtsinhaber Rollin M. Daggett von der Republikanischen Partei durchsetzen und in das US-Repräsentantenhaus einziehen. Nach einer Wiederwahl im Jahr 1882 konnte er sein Mandat im Kongress zwischen dem 4. März 1881 und dem 3. März 1885 ausüben. Dort war er Vorsitzender des Ausschusses, der sich mit den Eisenbahnen im Westen der Vereinigten Staaten (Pacific Railroads) befasste. Im Jahr 1884 verlor er bei einer erneuten Kandidatur gegen William Woodburn.

## Weiterer Lebenslauf
Nach dem Ende seiner Zeit im Kongress wurde Cassidy von Präsident Grover Cleveland mit der Aufsicht über die Banken in Nevada, Utah, Kalifornien und Colorado beauftragt. Diese Funktion übte er zwischen 1886 und 1890 aus. In den Jahren 1888 und 1890 bewarb er sich jeweils erfolglos um eine Rückkehr in den Kongress. Im Jahr 1892 war er Delegierter zur Democratic National Convention, auf der Ex-Präsident Cleveland erneut als Präsidentschaftskandidat nominiert wurde. Im selben Jahr wurde er dann für die Kongresswahlen aufgestellt. Er starb aber noch vor den Wahlen in Reno.